# Sennertia devincta
Sennertia devincta es una especie de ácaro del género Sennertia, familia Chaetodactylidae. Fue descrita científicamente por Klimov and OConnor en 2007.
Habita en Perú.